# الدين في إفريقيا
الدين في إفريقيا يعد الدين في قارة افريقيا دين متعدد حيث ينتشر في افريقيا الكثير من الديانات سواء التي تؤمن بالله أو التي تعبد الاراوح أو التي تعبد الاصنام وكان لها تأثير كبير على الفن والثقافة والفلسفة. والتاريخ والحضارة، فإن مختلف سكان القارة وأفرادها هم في الغالب ينتمون للإسلام والمسيحية و وبدرجة أقل عدة ديانات إفريقية تقليدية. في المجتمعات المسيحية أو الإسلامية، تتميز المعتقدات الدينية أيضًا في بعض الأحيان بالتوفيق مع معتقدات وممارسات الديانات التقليدية.

## الديانات الإفريقية التقليدية
تضم دول وبلدان قارة إفريقيا مجموعة واسعة من المعتقدات والديانات التقليدية. على الرغم من أن تلك العادات الدينية تتقاسمها أحيانًا مجتمعات محلية كثيرة إلا أنها عادةً ما تكون فريدة لسكان معينين أو مناطق جغرافية معينة.
وفقًا للدكتور جي اوموسادي اولالو J Omosade Awolalu ، فإن المقصود «بالديانات الإفريقية التقليدية» في هذا السياق تعني ديانات السكان الافارقة الأصليين، وهو أمر أساسي بحيث تنتقل المعتقدات الدينية من جيل إلى جيل، ويقصد به التمسك به وممارستها بشكل يومي. فهذه المعتقدات الدينية تعد تراث من الماضي، ومع ذلك لا يتم التعامل مع هذه المعتقدات الدينية على أنه شيء من الماضي ولكنها الرابط الذي يعمل علي الربط بين الماضي والحاضر والحاضر بالابدية.
كثيرا ما تحدث عن التفرد التكنولوجي للعقل البشر والدراسة المستفيضة للمعتقدات الدينية الإفريقية ومع ذلك، درك حقيقة أن قارة افريقيا قارة كبيرة بها العديد من الدول فكل دولة لديها ثقافات معقدة ومتعددة ولغات لا تعد ولا تحصى ولهجات لا تعد ولا تحصى يوجد بإفريقيا من 1,250 إلى 2,100 لغة [1]، وفي بعض الإحصائيات ما يزيد عن 3,000 لغة أصلية في إفريقيا [2]، موزعة في عدة عائلات لغوية.
ويستند جوهر هذه المدرسة الفكرية أساسا على النقل الشفهي للطقوس والعادات والمعتقدات الدينية.فما هو مكتوب في قلوب الناس وعقولهم والتاريخ الشفهي والعادات والمعابد والوظائف الدينية. ليس له مؤسسون أو قادة مثل غوتاما بوذا أو يسوع المسيح أو النبي محمد. ليس لدي هذه الديانات مبشرين أو نية لنشر الدين أو التبشير به.
و لكن هذا لايمنع ان بعض الديانات التقليدية الإفريقية مثل
ديانات سيرر الموجودة في السنغال والبوروبية والاغبوية النيجيرية وأكان المنتشرة في غانا وساحل العاج. دين الشعوب جيجابت إيثرنت (ومعظمهم من الاوي والفون) من أهل بنين وتوغو يسمى في غانا باسم الفودو وهو المصدر الرئيسي للأديان الذي يحمل الاسم نفسه في الشتات، مثل الفودو اللوسياني، الفودو الهايتي، الفودو الكوبي، الفودو الدومينيكاني والفودو البرازيلي.
ووفقًا لوغيرا، فإن الديانات الإفريقية التقليدية هي الديانات الوحيدة «التي يمكن أن تدعي أنها نشأت في إفريقيا. والأديان الأخرى الموجودة في إفريقيا لها أصول في أجزاء أخرى من العالم مثل المسيحية أو اليهودية أو الإسلام أو الديانات القادمة من اسيا مثل عبادة بوذا أو البهائية وغيرها من الديانات الاخري.» 

## الإسلام والمسيحية
غالبية سكان القارة الأفارقة يدينون بالديانة المسيحية أو الإسلام. وغالبًا ما يجمع الناس الأفارقة بين ممارسة معتقداتهم التقليدية وممارسة الأديان الإبراهيمية. الأديان الإبراهيمية منتشرة في جميع أنحاء إفريقيا. لقد انتشرت في العديد من اجزاء من افريقيا واستبدلت بالديانات الإفريقية التقليدية، لكنها غالبًا ما تتكيفت مع السياقات الثقافية ونظم المعتقدات الإفريقية.
و طبقاً لتقديرات الموسوعة العالمية للكتاب أنه في عام 2002 شكل المسيحيون حوالي 40% من سكان القارة الإفريقية يشكل المسلمون 45% من سكان القارة بينما يشكل 15% الباقون الديانات الاخري
. في عام 2002، قدر المسيحيون 45% من سكان إفريقيا، ويشكل المسلمون 40.6%.
في عام 2020 قدر المسيحيون 49% والمسلمون 42% 

### الديانة المسيحية
تعد الديانة المسيحية الآن واحدة من الديانات الأكثر انتشارًا في
قارة إفريقيا إلى جانب الإسلام التي تعد أكثر الديانات انتشاراً في القارة حيث يشكل معظم سكان الجزء الشمالي من افريقيا. معظم المنتمين إلى خارج مصر وإثيوبيا وإريتريا هم من الروم الكاثوليك أو البروتستانت.   عدة توفيقية والمسيحانية وقد شكلت الطوائف في أنحاء كثيرة من القارة، بما في ذلك الكنيسة المعمدانية في جنوب إفريقيا وكنيسة الرب الكنائس في نيجيريا
أيضا السكان على نطاق واسع إلى حد ما من السبتيين وشهود يهوه. أقدم الكنائس المسيحية في افريقيا هي الكنيسة الرومية
الأرثوذكسية بالإسكندرية، والكنيسة القبطية الأرثوذكسية بالإسكندرية، والكنيسة الأرثوذكسية الإثيوبية الأرثوذكسية ، وكنيسة الأرثوذكسية الإريترية (التي برزت في القرن الرابع الميلادي بعد أن أعلن الملك عيزانا الكبير إثيوبيا واحدة من اكبر الدول المسيحية الأولى وظلت هكذا حتي اغتيال الامبراطور هيلا سيلاسي.)
في القرون القليلة الأولى من المسيحية اخرجت قارة إفريقيا العديد من الشخصيات التي كان لها تأثير كبير خارج القارة ومكانة كبيرة في المسيحية مثل القديس أغسطينوس والقديس موريس المصري والقديس مارمينا العجايبي ومارمرقس الرسول والقديس الانبا انطونيوس والعلامة أوريجانوس والعلامة ترتوليان، وثلاثة باباوات رومان كاثوليك (فيكتور الأول وميلتيديس وجيلاسيوس الأول)، وكذلك الشخصيات سيمون القيراواني والخصي الحبشي الذي تم تعميده من قبل فيليبس الذي ذكر في سفر أعمال الرسل الإصحاح <b>(أع 8: 26 - 39).</b> . كانت المسيحية موجودة في إثيوبيا قبل حكم الملك إزانا الكبير لمملكة أكسوم، لكن الدين اتخذ موطئ قدم قوي عندما أعلن دين الدولة في عام 330 ميلادي، ليصبح من أوائل الدول المسيحية. الأولى والأكثر شهرة إلى إدخال المسيحية إلى إفريقيا مذكورة في كتاب أعمال الرسل المسيحي للكتاب المقدس على الرغم من أن الكتاب المقدس يشير إليهم على أنهم احباش، فقد جادل العلماء بأن إثيوبيا مصطلح شائع يشمل المنطقة الجنوبية الشرقية لمصر.
هناك تقاليد أخرى تقول ان اعتناق هذا اليهودي الذي كان وزيراً في بلاط الملكة الديانة المسيحية. [بحاجة لتوضيح] بحيث تتفق جميع الروايات على حقيقة أن ذلك الخصي الحبشي الذي كان عضوًا في البلاط الملكي فهو لديه نفوذ كبير في القصر مما تسبب بدوره في أنشاء الكنيسة الاثيوبية. كما سجل المؤرخ تيرانوس روفينوسس مؤرخ الكنيسة الشهير، حسابًا شخصيًا كما فعل مؤرخو الكنيسة الآخرون مثل سقراط المؤرخ وسوزيموس. يتوقع بعض الخبراء تحول مركز المسيحي Christianity's center من الدول الصناعية الأوروبية إلى إفريقيا وآسيا في العصر الحديث. صرح مؤرخ جامعة ييل ، لامين سانيه، أن «المسيحية الإفريقية لم تكن مجرد ظاهرة غريبة في جزء غامض من العالم، ولكن المسيحية الإفريقية قد تكون شكل من أشياء قادمة». توضح إحصائيات الموسوعة المسيحية العالمية (ديفيد باريت David Barrett) الاتجاه الناشئ للنمو المسيحي الدرامي في القارة ويفترض أنه في عام 2025 سيكون هناك تقريباً 633 مليون مسيحي في إفريقيا.
تشير احدي الدراسات التي أُجريت في عام 2015 أنه حوالي 2161000 مسيحي من خلفية إسلامية في القارة الإفريقية، ينتمي معظمهم إلى المذاهب البروتستانتية.

### دين الإسلام

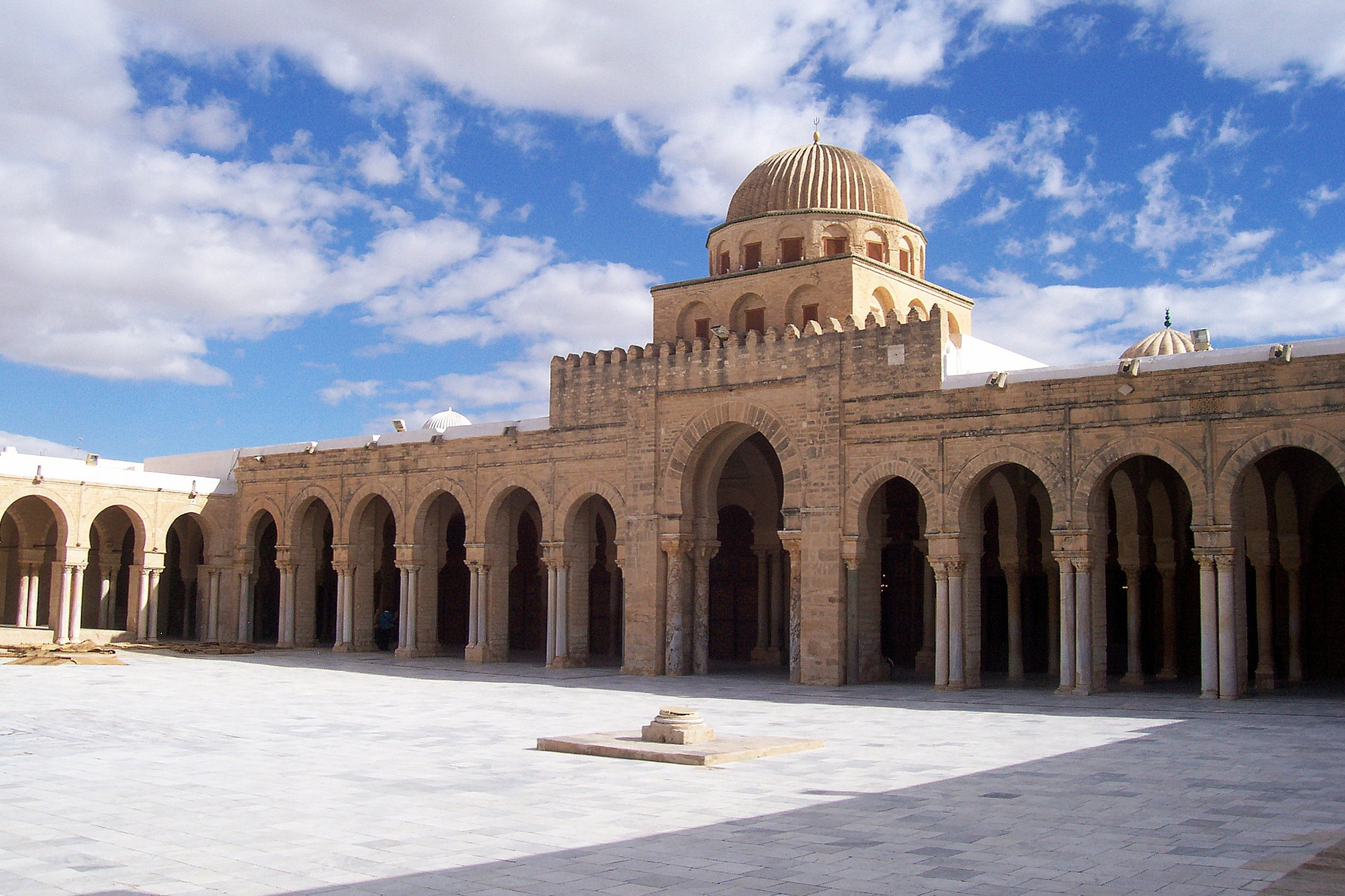
يعد المسجد الكبير في القيروان ، الذي أقامه القائد العربي عقبة بن نافع في عام 670م، أقدم مسجد في شمال إفريقيا. القيروان ، تونس.

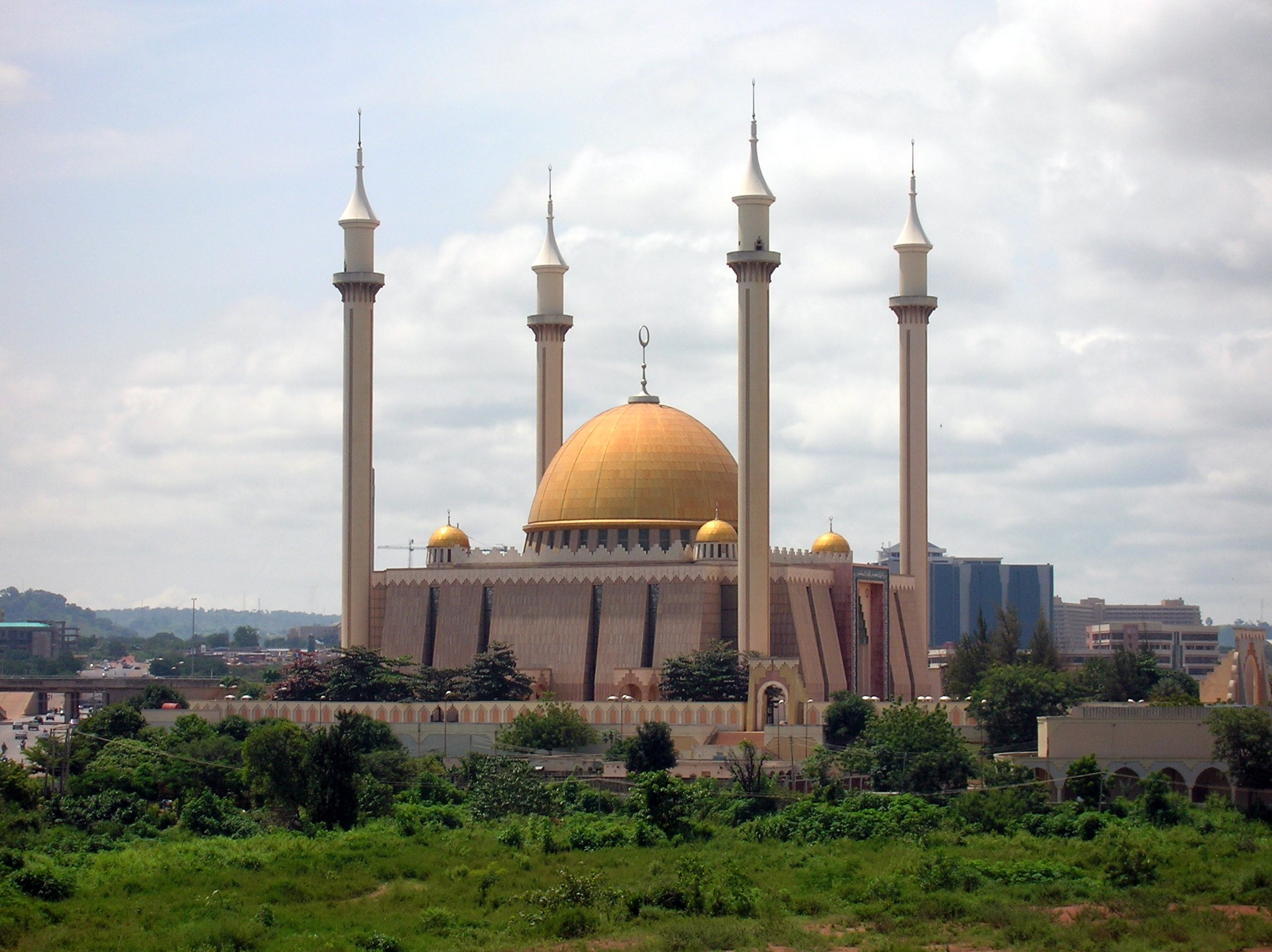
مسجد أبوجا الوطني في نيجيريا.

الإسلام هو الديانة الرئيسية الأخرى في إفريقيا إلى جانب المسيحية،  حيث يدين حوالي 47٪ من قاطني القارة الإفريقية بدين الإسلام وبذلك يمثلون ربع سكان العالم من المسلمين.  و عند تنبع جذور انتشار الإسلام التاريخية في القارة الإفريقية تعود لزمن نبي الإسلام الذي هاجر صحابته إلى الحبشة خوفًا من الاضطهاد من أهل مكة الوثنيين.
جاء انتشار دين الإسلام في شمال إفريقيا مع توسع الخلافة الراشدة في عهد الخليفة الثاني الخليفة عمر بن الخطاب.
أتت أول إشارة على دخول الإسلام إلى غرب إفريقيا من مملكة غانه التي امتدت آنذاك من السنغال شمالا إلى حدود غانا الحالية ونيجيريا جنوبا، وذلك كما يصفها لنا الجغرافي الأندلسي "أبو عبيد البكري" في القرن الخامس الهجري، إذ روى في كتابه أن الدولة الأموية أرسلت جيشا إسلاميا لفتح بلاد السودان "الغربي" في صدر الإسلام، وقد استقر جنود من هذا الجيش في بلاد غانه وحملوا الإسلام إلى أهلها. وكذلك أكَّد المؤرخ المصري "القلقشندي" في القرن الثامن الهجري هذه الحقيقة بقوله: "وكان أهلها قد أسلموا في أول الفتح"
يبدو أن هذه المناطق التي دخلها الفاتحون الأولون كانت تقع في الأجزاء العليا لنهرَي النيجر والسنغال حاليا، وحين أرسى الإسلام جذوره وقواعده في هذه المنطقة، كان لأهلها من الفولاني والبامبرا والسوننكي الدور الأعظم في أخذ زمام الدعوة إلى الإسلام بين أبناء مناطقهم في السودان الغربي والأوسط كما عُرفَت آنذاك، اللتين نعرفهما اليوم بـ"الصحراء الإفريقية" و"غرب إفريقيا".
ذكر الجغرافي "البكري" الذي زار بعض هذه المناطق في منتصف القرن الخامس الهجري/الحادي عشر الميلادي أن ملك مملكة "غاو"، التي تقع اليوم في شمال مالي وكانت عاصمة إمبراطورية "صونغاي" حينئذ، كان مسلما، وأن سكان غاو كانوا لا يُولُّون غير المسلم زمام الحكم في بلادهم، لكن نسبة كبيرة من سكان مملكته دانوا بأديان وثنية، بل ذكر البكري أن أغلبية شعب تلك المملكة كانوا من عبدة الأصنام.
أما مملكة التكرور التي تكوَّنت من مناطق تقع اليوم في جنوب موريتانيا ومالي ومناطق شمال السنغال، فقد اعتنق ملكها "ورجابي بن رابيس" الإسلام عام 1040م/432هـ، ورأى المؤرخ "ديفيد ليفينغستون" (1872م) أن إسلام مملكة التكرور سبق قيام دولة المرابطين على يد داعيتها الكبير "عبد الله بن ياسين"، وأعظم أمرائها "يوسف بن تاشفين" (500هـ)، وقد تحالفت مملكة التكرور الإسلامية فيما بعد مع المرابطين، كما أسهم ملوك تلك المملكة وسكانها في نشر الإسلام بدرجة كبيرة في المناطق التي حولهم، وكانوا أول من قاموا بمسيرات جماعية بقوافلهم من الغرب الإفريقي إلى مكة المكرمة لأداء مناسك الحج
ذكر الكثير من المؤرخين، وعلى رأسهم العلامة "ابن خلدون"، أن شعوب مالي صارت تدين بالإسلام بحلول القرن السابع الهجري، لا سيما في عهد ملكها الشهير "منسا موسى" (1337م)، أشهر وأغنى ملوك الإسلام في غرب إفريقيا، وهو صاحب أعظم كنوز العصور الوسطى، وهو أيضا أشهر ملك إفريقي أدى فريضة الحج منطلقا من تمبكتو -عاصمته- مارَّا بالصحراء الكبرى حتى وصوله إلى القاهرة بصحبة الآلاف من أتباعه وأهل مملكته. في رحلته تلك، صرَف "منسا موسى" أطنانا من الذهب الخالص ابتغاء وجه الله، وتحمل نفقات الآلاف من أبناء مملكته في مسيرة حجِّه تلك، فضلا عن هداياه السخية، حتى إنه اضطر في عودته من مكة إلى الاقتراض من بعض أغنياء التجَّار في مصر، وعلى رأسهم "سراج الدين بن الكويك الإسكندري"
زار الرحالة الشهير "ابن بطوطة" بعد ذلك التاريخِ مناطقَ واسعة من غرب إفريقيا، وعلى رأسها تمبكتو وما حولها في مالي اليوم، في النصف الثاني من القرن الثامن الهجري/الرابع عشر الميلادي، ووجد الإسلام قد استوطن هذه البلاد، حتى إنه احتاج إلى بعض الذرة ليتقوَّى به على سفره في أثناء رحلته قرب تمبكتو؛ فنزل عند أميرها، وروى عن رحلته قائلا: "ووجدتُ عنده كتاب المدهش في الزهد والأخلاق لابن الجوزي، فجعلتُ أقرأ فيه"، ولا يدل ذلك على تجذر الإسلام فحسب، بل وعلى وصول الكثير من مصنَّفاته وعلومه إلى أهل تلك المناطق.
وقبل ابن بطوطة بثلاثة قرون، حين زار الرحالة الأندلسي "أبو عبيد البكري" مملكة غانه في الجنوب الغربي سنة 460هـ/1067م، تكلم عن وجود مسلمين بأعداد كبيرة في هذه المملكة، وأن ملك غانا واسمه "تنكامين" آنذاك "كان محمود السيرة محبا للعدل" كما يصفه، وأن مملكته تكوَّنت من حاضرتين أو مدينتين كبيرتين، ثم أردف البكري قائلا: "إحداهما المدينة التي يسكنها المسلمون، وهي مدينة كبيرة فيها اثنا عشر مسجدا أحدهما يجمعون فيه، ولها الأئمة والمؤذِّنون والراتبون، وفيها فقهاء وحمَلة علم"
ومن أسباب دخول الإسلام وانتشاره بمناطق واسعة من غرب إفريقيا أو السودان الغربي مثل مالي وغانا والسنغال وغيرها إلى مجهودات دولة المرابطين ورجالاتها الأوائل، وعلى رأسهم الأمير "أبو بكر بن عمر اللمتوني"، الذي عمل على التوسُّع في هذه المناطق ونَشْر الإسلام وتوطين الدعاة في منتصف القرن الخامس الهجري/الحادي عشر الميلادي، فقد ظل هذا الأمير المرابطي يفتح بلاد غانه على مدار 14 عاما متواصلة، حتى أتمَّ فتحها سنة 469هـ/1076م تقريبا، وامتدت تلك المملكة آنذاك من جنوب موريتانيا اليوم حتى حدود نيجيريا.
بمرور الوقت أصبح دين الإسلام هو الدين السائد في شمال إفريقيا والقرن الإفريقي بسبب الدعوة لهذا الدين التي انتشرت عبر اختلاط العرب بأهل القارة الذين اعتنقوا الدين الإسلامي. كما أصبح الدين السائد على ساحل السواحل وكذلك ساحل غرب إفريقيا وأجزاء من الداخل. كانت هناك العديد من الإمبراطوريات الإسلامية في غرب إفريقيا التي مارست نفوذاً كبيراً، لا سيما إمبراطورية مالي، التي ازدهرت لعدة قرون وإمبراطورية سونغهاي، تحت قيادة منسي موسى وعلي السنّة وأسكية محمد الاول.

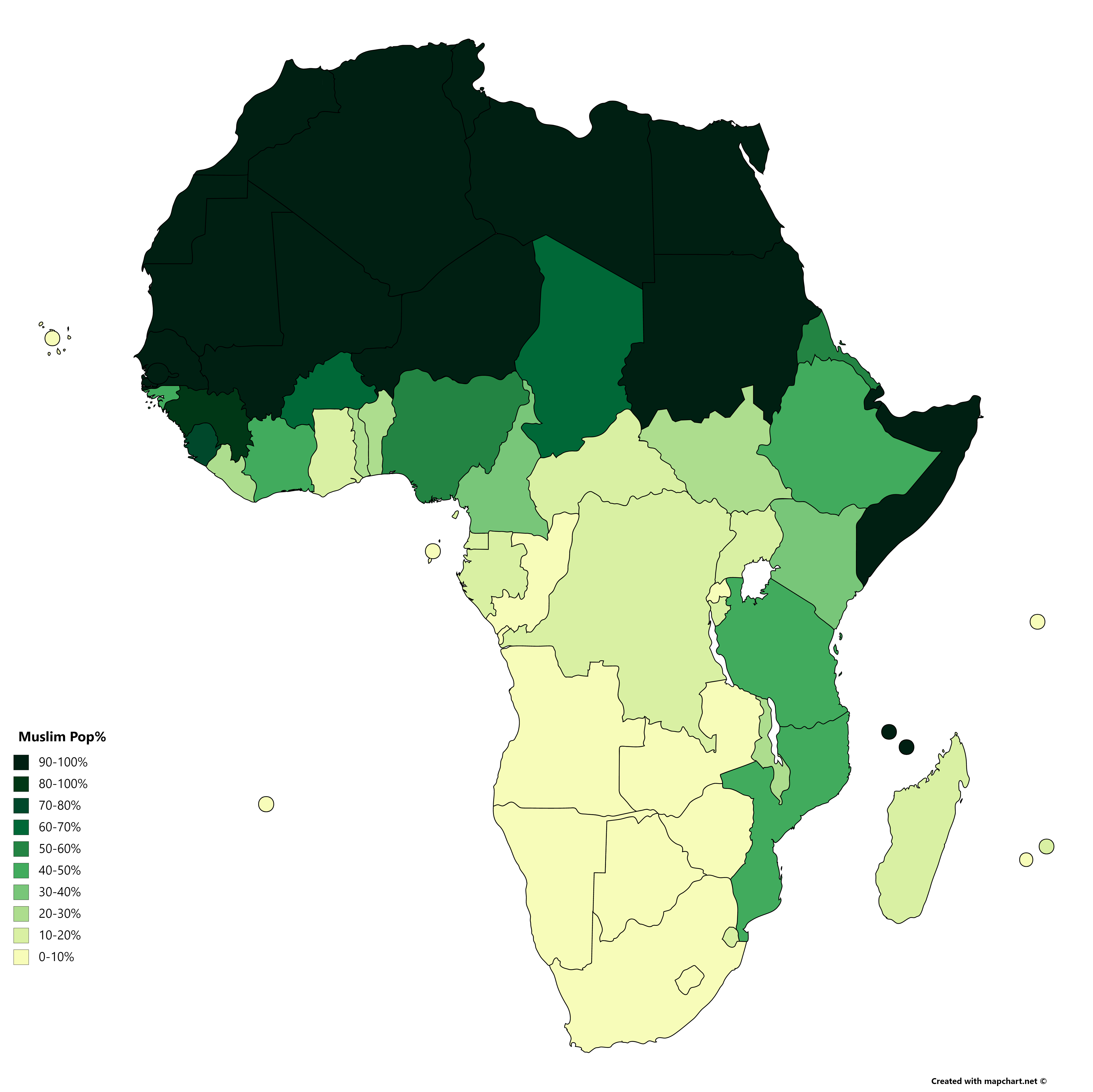
إفريقيا حسب النسبة المئوية للمسلمين

الغالبية العظمى من المسلمين في إفريقيا من طائفة السنيين، الذين ينتمون إما إلى مذاهب الفقه المالكي أو الشافعي. ومع ذلك، يتم تمثيل مذاهب الفقه الحنفي، خاصة في مصر. وهناك أيضًا أقليات كبيرة من طوائف اخري كالشيعة والأحمديين والإباضيين والصوفيين.

### الديانة اليهودية
يمكن العثور على عدد كبير من معتنقي الديانة اليهودية في افريقيا فهذه الديانة منتشرة في عدد من البلدان في جميع أنحاء القارة الإفريقية؛ بما في ذلك شمال إفريقيا وإثيوبيا وأوغندا وكينيا والكاميرون والجابون وغانا وساحل العاج وسيراليون ونيجيريا وجنوب إفريقيا.

## الإيمان البهائي

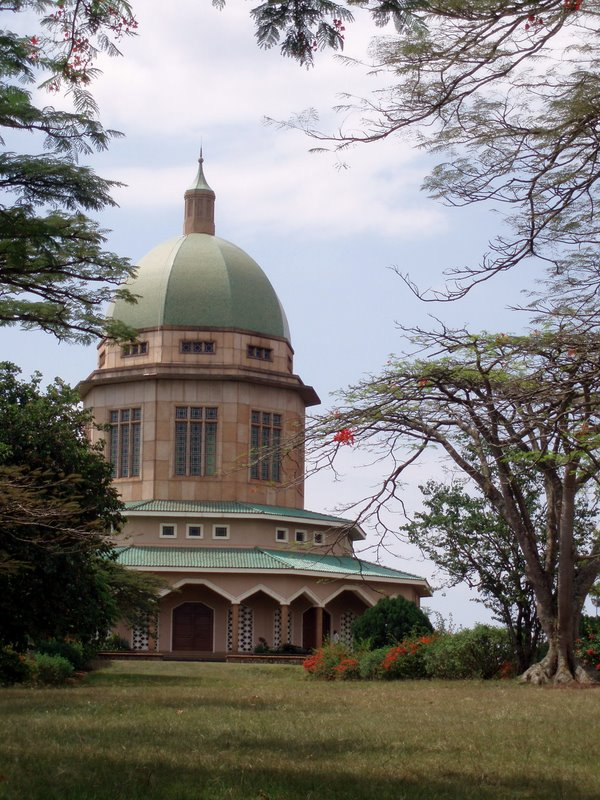
بيت العبادة البهائي في كامبالا العاصمة الأوغندية

الإيمان البهائي في إفريقيا له تاريخ مختلف عن كل الديانات الاخري. فلقد حققت هذه الديانة نمواً واسع النطاق بشكل خاص في الخمسينيات من القرن الماضي والذي امتد أكثر في الستينيات من نفس القرن. بحسب ما تسرد رابطة محفوظات بيانات الدين (التي تعتمد على موسوعة العالم المسيحي) العديد من السكان الأكبر والأصغر في إفريقيا  مع كينيا وجمهورية الكونغو الديمقراطية وجنوب إفريقيا وزامبيا من بين العشرة الأوائل من السكان العدديين من معتنقي الايمان البائهي في العالم في عام 2005 (لكل منها أكثر من 200000 من أتباعها)، وموريشيوس لديها النسبة الأكبر من حيث النسبة المئوية للسكان الوطنيين.
كان الرؤساء الفرديون الثلاثة للديانة البهائية، بهاءالله حسين علي نوري، وعبد البهاء عباس، وشوقي أفندي رياني، في إفريقيا في أوقات مختلفة. في الآونة الأخيرة، ما يقرب من 2000 شخص من البهائيين في مصر قد تورطوا في الجدل حول بطاقة الهوية المصرية في الفترة من عام 2006  حتى عام 2009. ومنذ ذلك الحين، تم إحراق المنازل وتهجير العائلات من المدن المختلفة. من ناحية أخرى، تمكّن البهائيون قاطني جنوب الصحراء الكبرى من التعبئة من أجل اقامة تسعة مؤتمرات إقليمية دعا إليها بيت العدل العالمي وهذا 20 أكتوبر 2008 للاحتفال بالإنجازات الأخيرة في بناء المجتمع البهائي على المستوى الشعبي والتخطيط لخطواتهم التالية في تنظيم في مناطقهم.

## الديانة الهندوسية

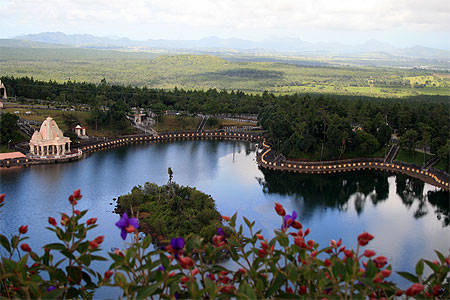
معبد جانجا تالاو الهندوسي في موريشيوس

تعد الديانة الهندوسية إحدى الديانات الموجودة في القارة الإفريقية بشكل أساسي منذ أواخر القرن التاسع عشر. وهي أكبر ديانة موجودة في دولة موريشيوس،  والعديد من البلدان الإفريقية الأخرى بها معابد هندوسية.  بحيث اجبر الإنجليز الهندوس على الأنتقال من الهند إلى دولة جنوب إفريقيا وذلك للعمل بالسخرة في القرن التاسع عشر. عاش الزعيم الشاب غاندي وعمل بين افراد الجالية الهندية في جنوب إفريقيا لمدة عشرين عامًا قبل أن يعود إلى الهند للمشاركة في حركة الحرية الهندية.

## البوذية والأديان الصينية

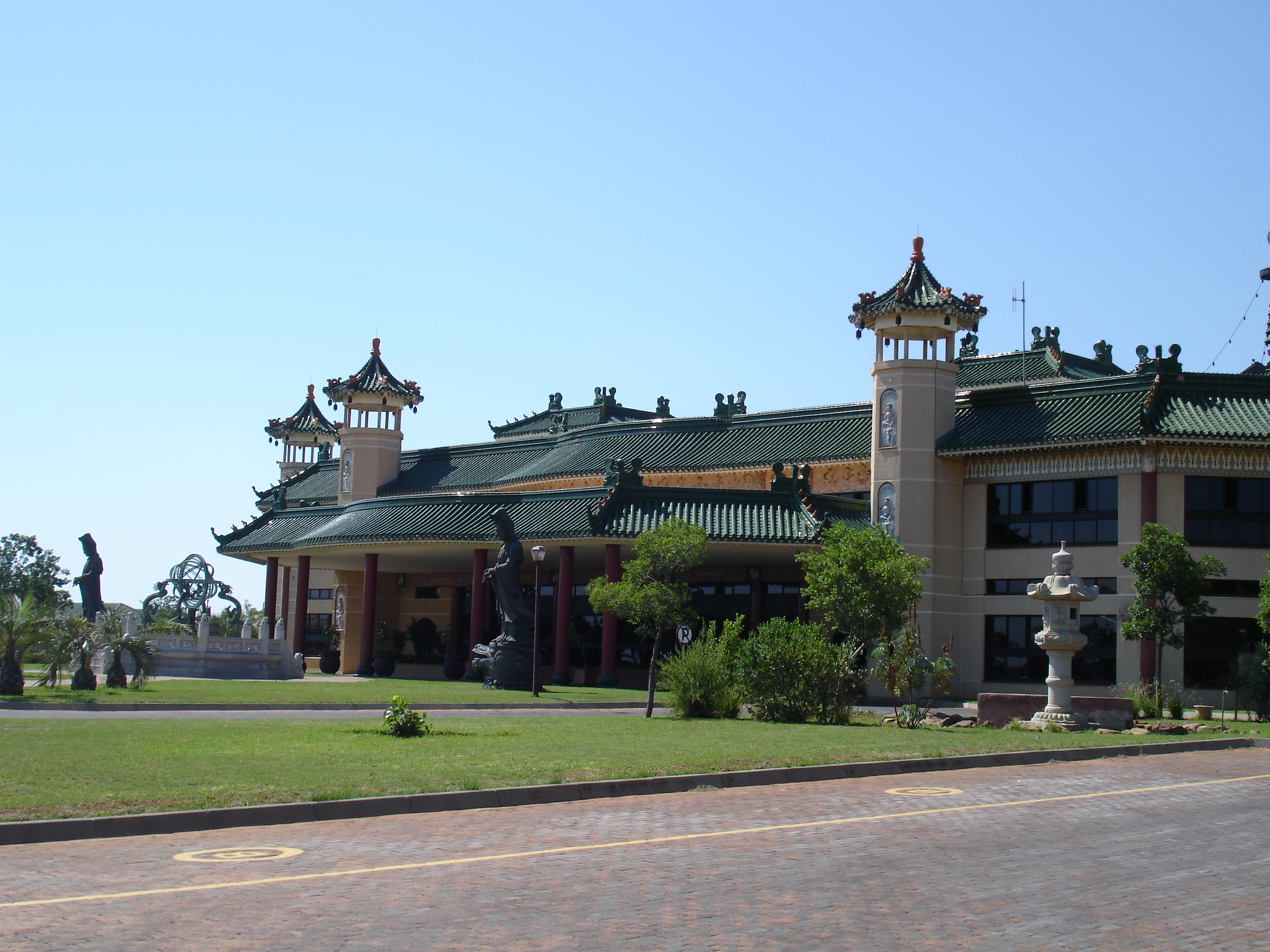
معبد نان هاو في برونخورستسبرويت ، جنوب إفريقيا.

تعد البوذية هي دين صغير في إفريقيا حيث يوجد 250000 من سكان القارة الإفريقية من الذين يدينون بالبوذية  وما يقرب من 400000 من سكان القارة الإفريقية من الذين يدينون بالديانات الصينية  إذا تم دمجهما مع الطاوية والدين الشعبي الصيني كدين تقليدي شائع لمعظم المهاجرين الصينيين الجدد (بحيث يعدون احدي الأقليات المهمة في موريشيوس، ريونيون، وجنوب افريقيا). يعيش حوالي نصف البوذيين الأفارقة الآن في جنوب إفريقيا، في حين أن موريشيوس لديها أعلى نسبة من معتنقي الديانة البوذية في القارة الإفريقية بحيث تصل النسبة حوالي بين 1.5 ٪  إلى 2 ٪  من إجمالي السكان الدولة.

## الأديان الأخرى
تُمارس بعض الديانات الأخرى في إفريقيا، بما في ذلك ديانات مثل الديانة الهندية الديانة السيخية، الديانة الهندية الديانة اليانية، الديانة الفارسية الديانة الزرادشتية والديانة الراستافارية وغيرها.

## اللأدينين
طبقاً لاستطلاع للرأي الذي أجرته مؤسسة غالوب أن عدد غير المتدينين يمثلون 20٪ من سكان جنوب إفريقيا و 16٪ من سكان بوتسوانا و 13٪ من موزمبيق و 13٪ من توغو و 12٪ من ليبيا وكوت ديفوار و 10٪ من سكان إثيوبيا وأنغولا و 9٪ من سكان السودان وزيمبابوي والجزائر، و 8 ٪ من سكان ناميبيا و 7 ٪ من سكان مدغشقر.

## التوفيق بين المعتقدات
التوفيق هو الجمع بين المعتقدات المختلفة (متناقضة في كثير من الأحيان)، في كثير من الأحيان في حين خلط الممارسات في المدارس الفكرية المختلفة. في كومنولث إفريقيا تمارس التوفيق بين المعتقدات الأصلية في جميع أنحاء المنطقة. يعتقد البعض أنه يفسر التسامح الديني بين المجموعات المختلفة. يجادل كويسي يانكا وجون مبيتي بأن العديد من الشعوب الإفريقية اليوم لديها تراث ديني «مختلط» لمحاولة التوفيق بين الأديان التقليدية والديانات الإبراهيمية. يزعم جيسي موغامبي أن المسيحية التي يدرسها الأفارقة من قبل المبشرين كانت تخشى التوفيق، والتي كانت تقوم بها القيادة المسيحية الإفريقية الحالية في محاولة للحفاظ على المسيحية «نقية». يُقال إن التوفيق في إفريقيا أمر مبالغ فيه، وبسبب سوء فهم لقدرات السكان المحليين على تكوين معتقداتهم الخاصة وأيضًا التشويش حول ماهية الثقافة وما هو الدين.   آخرون أن مصطلح التوفيق هو مصطلح غامض،  لأنه يمكن تطبيقه للإشارة إلى استبدال أو تعديل العناصر المركزية للمسيحية أو الإسلام بمعتقدات أو ممارسات من مكان آخر. إن العواقب التي تندرج تحت هذا التعريف، وفقًا لما قاله عالم الأساطير كيث فرديناندو، تشكل حلاً قاتلًا لسلامة الدين. ومع ذلك، فإن المجتمعات في إفريقيا (مثل الأفرو آسيوية) لديها العديد من الممارسات الشائعة التي توجد أيضًا في الأديان الإبراهيمية، وبالتالي فإن هذه التقاليد لا تندرج تحت فئة بعض تعاريف التوفيقية.

## التوزيع الديني
| الدولة                      | عدد السكان  | نسبة معتنقي الإسلام | عدد معتنقي الإسلام | نسبةمعتنقيالمسيحية | عدد معتنقي المسيحية | نسبة الديانات اخري | عدد معتنقي الديانات الاخري |
| --------------------------- | ----------- | ------------------- | ------------------ | ------------------ | ------------------- | ------------------ | -------------------------- |
| أنغولا                      | 29,250,009  | 1.0                 | 292,500            | 95                 | 27,787,508          | 4.0                | 1,170,000                  |
| الكاميرون                   | 23,794,164  | 30                  | 7,138,249          | 65                 | 15,466,206          | 5                  | 1,189,708                  |
| جمهورية إفريقيا الوسطى      | 4,737,423   | 15                  | 710,613            | 50                 | 2,368,711           | 35                 | 1,658,098                  |
| تشاد                        | 15,353,184  | 58                  | 8,904,846          | 41                 | 6,294,805           | 1                  | 153,531                    |
| جمهورية الكونغو الديمقراطية | 84,004,989  | 15                  | 12,600,748         | 78                 | 65,523,891          | 7                  | 5,880,349                  |
| جمهورية الكونغو             | 5,399,895   | 1.6                 | 86,398             | 79                 | 4,265,917           | 19.4               | 1,047,579                  |
| غينيا الاستوائية            | 1,222,442   | 10                  | 122,2442           | 86                 | 1,051,300           | 4.0                | 48,897                     |
| الغابون                     | 2,067,561   | 10                  | 206,756            | 73                 | 1,509,319           | 17                 | 351,485                    |
| ساو تومي وبرينسيب           | 197,700     | 3                   | 5,931              | 96                 | 189,792             | 1                  | 1,977                      |
| بوروندي                     | 10,681,186  | 10                  | 1,068,118          | 65                 | 6,942,770           | 25                 | 2,670,296                  |
| جزر القمر                   | 850,688     | 98.3                | 836,226            | 0.7                | 5,954               | 1                  | 8,506                      |
| كينيا)                      | 50,000,000  | 11                  | 5,500,000          | 85                 | 42,500,000          | 4                  | 2,000,000                  |
| مدغشقر                      | 26,262,810  | 10                  | 2,626,281          | 40                 | 10,505,124          | 50                 | 13,131,405                 |
| مالاوي                      | 17,931,637  | 20                  | 3,586,327          | 79.9               | 14,327,377          | 0.1                | 17,931                     |
| موريشيوس                    | 1,264,887   | 17.3                | 218,825            | 32.7               | 413,618             | 50                 | 632,443                    |
| Mayotte                     | 256,518     | 98.8                | 253,439            | 1.2                | 3,078               | 0                  | 0                          |
| موزمبيق                     | 28,861,863  | 20                  | 11,544,745         | 60                 | 14,430,931          | 10                 | 2,886,186                  |
| Réunion                     | 865,826     | 4.2                 | 36,364             | 84.8               | 734,220             | 11                 | 95,240                     |
| رواندا                      | 12,001,136  | 4.8                 | 576,054            | 93.4               | 11,209,061          | 1.8                | 216,020                    |
| سيشل                        | 94,205      | 1.1                 | 1,036              | 93.1               | 87,704              | 5.8                | 5,463                      |
| جنوب السودان                | 12,323,419  | 20                  | 2,464,683          | 60.5               | 7,455,668           | 19.5               | 2,403,066                  |
| تنزانيا                     | 55,000,000  | 35                  | 19,250,000         | 61                 | 33,550,000          | 4                  | 2,200,000                  |
| أوغندا                      | 38,823,100  | 14                  | 5,435,234          | 81                 | 31,446,711          | 5                  | 1,941,155                  |
| زامبيا                      | 16,887,720  | 1                   | 168,877            | 87                 | 14,692,316          | 12                 | 2,026,526                  |
| جيبوتي                      | 1,049,001   | 97                  | 1,017,530          | 3                  | 31,470              | 0                  | 0                          |
| إريتريا                     | 5,200,000   | 36                  | 1,872,000          | 63                 | 3,276,000           | 1                  | 52,000                     |
| إثيوبيا                     | 105,000,000 | 34                  | 35,700,000         | 63                 | 66,150,000          | 3                  | 3,150,000                  |
| الصومال                     | 15,181,925  | 99.8                | 15,181,925         | 0                  | 0                   | 0                  | 0                          |
| الجزائر                     | 42,200,000  | 99                  | 41,780,000         | 0.28               | 119,128             | 0.02               | 8,509                      |
| مصر                         | 97,521,500  | 94.7                | 92,352,860         | 5.3                | 5,168,639           | 0                  | 0                          |
| ليبيا                       | 6,470,956   | 97                  | 6,250,943          | 2.0                | 155,302             | 1                  | 64,709                     |
| المغرب                      | 34,779,400  | 99.1                | 34,466,385         | 0.9                | 313,014             | 0                  | 0                          |
| السودان                     | 40,810,080  | 97                  | 39,585,777         | 3                  | 1,224,302           | 0                  | 0                          |
| تونس                        | 11,446,300  | 99.8                | 11,423,407         | 0                  | 0                   | 0.2                | 22,892                     |
| بوتسوانا                    | 2,302,878   | 0.6                 | 13,817             | 79.1               | 1,821,576           | 20.3               | 467,484                    |
| ليسوتو                      | 2,263,010   | 0.1                 | 2,263              | 80                 | 1,810,408           | 19.9               | 450,338                    |
| ناميبيا                     | 2,413,643   | 0.4                 | 9,654              | 85                 | 2,051,596           | 15                 | 362,046                    |
| جنوب إفريقيا                | 57,725,600  | 1.9                 | 1,096,786          | 79.7               | 46,007,303          | 18.5               | 10,679,236                 |
| إسواتيني                    | 1,300,000   | 1                   | 13,000             | 90                 | 1,170,000           | 9                  | 117,000                    |
| زيمبابوي                    | 14,848,905  | 3                   | 445,467            | 84                 | 12,473,080          | 13                 | 1,930,357                  |
| بنين                        | 11,362,269  | 27.7                | 3,147,348          | 48.5               | 5,510,700           | 22.6               | 2,567,872                  |
| بوركينا فاسو                | 20,244,080  | 61.5                | 12,450,109         | 29.8               | 6,032,735           | 8.7                | 1,761,234                  |
| الرأس الأخضر                | 544,081     | 2                   | 10,881             | 85                 | 462,468             | 13                 | 70,730                     |
| ساحل العاج                  | 24,571,044  | 42.9                | 10,540,977         | 33.9               | 8,329,583           | 23.2               | 5,700,482                  |
| غامبيا                      | 2,163,765   | 95.7                | 2,070,723          | 4.2                | 90,878              | 0.2                | 4,327                      |
| غانا                        | 29,614,337  | 18                  | 5,330,580          | 71                 | 21,026,179          | 11                 | 3,257,577                  |
| غينيا                       | 11,883,516  | 86.2                | 10,243,590         | 9.7                | 1,152,701           | 4.1                | 487,224                    |
| غينيا بيساو                 | 1,584,763   | 45.1                | 714,728            | 22.1               | 350,232             | 32.8               | 519,802                    |
| ليبيريا                     | 4,382,387   | 20                  | 876,477            | 40                 | 1,752,954           | 40                 | 1,752,954                  |
| مالي                        | 19,107,706  | 95                  | 18,152,320         | 2.4                | 458,584             | 2.6                | 496,800                    |
| موريتانيا                   | 3,984,233   | 100                 | 3,984,233          | 0                  | 0                   | 0                  | 0                          |
| النيجر                      | 21,466,863  | 98.3                | 21,101,926         | 1                  | 214,668             | 0.7                | 150,268                    |
| نيجيريا                     | 191,000,000 | 50                  | 95,500,000         | 50                 | 95,500,000          | 0                  | 0                          |
| السنغال                     | 15,726,037  | 96.1                | 15,112,721         | 3.6                | 566,137             | 0.3                | 47,178                     |
| سيراليون                    | 7,719,729   | 78.6                | 6,067,706          | 20.8               | 1,605,703           | 0.5                | 38,598                     |
| Western Sahara              | 567,421     | 100                 | 567,421            | 0                  | 0                   | 0                  | 0                          |
| توغو                        | 7,352,000   | 20                  | 1,470,400          | 29                 | 2,132,080           | 51                 | 3,749,520                  |

1. ^ يتم استخدام أحدث بيانات التعداد.

## روابط خارجية
- المعتقدات الإفريقية
- «الدين التقليدي الإفريقي» في «قصة إفريقيا» من خدمة بي بي سي العالمية
- نص الذرات والأجداد ، تعتبر دراسة كلاسيكية
- صفحة ستانفورد
- الديانات الإفريقية في مركز موارد بعثات إفريقيا
- الآلهة Tutelary للشعب اكان في غرب إفريقيا